# The Stronger Mind (film, 1912)
Pour les articles homonymes, voir The Stronger Mind.
Pour plus de détails, voir Fiche technique et Distribution.
The Stronger Mind est un film muet américain réalisé par Frank Beal et sorti en 1912.

## Fiche technique
- Titre : The Stronger Mind
- Réalisation : Frank Beal
- Scénario : Frederick Eugene Lindsey
- Producteur :  William Selig
- Société de production : Selig Polyscope Company
- Société de distribution : General Film Company
- Pays d'origine :  États-Unis
- Langue : Anglais
- Format : Noir et blanc — 35 mm — 1,33:1 — Muet
- Genre : Film dramatique
- Durée : 10 minutes
- Dates de sortie : 
  -  États-Unis : 9 mai 1912

## Distribution
- Charles Clary : Professeur Locksley
- Harry Lonsdale
- Kathlyn Williams
- Walter McCollough
- Herbert Downey
- Harry Deshon
- Clara De Moisses
- Lillian Leighton